# The Rivets
The Rivets waren eine 1963 in Hamburg gegründete Beat-Gruppe, die vor allem als Vorgruppe von anderen Bands wie den Rolling Stones, The Who oder The Jimi Hendrix Experience auftrat. Sie spielten meistens im Hamburger Star Club. Gründer, Sänger und Gitarrist Henner Hoier schloss sich später den Bands The Rattles und The Les Humphries Singers an.
Weitere Gründungsmitglieder waren Henry Buttgereit (Melodiegitarre), Raimund Seidl (Rhythmusgitarre, Gesang), Jens „Porgy“ Engelhardt (Schlagzeug) und Rolf Nieke (Bass), der kurz danach durch Michael „Kuno“ Dreysse ersetzt wurde. Nach dem dritten Platz bei dem von United Artists mitveranstalteten Wettbewerb Wir suchen die deutschen Beatles des Star Clubs 1964 verließen Seidl und Buttgereit die Band. Sie wurden von Joachim Koschnitzke (Melodiegitarre) ersetzt, womit die dauerhafte Besetzung der Band geschaffen war.
Das Management der Band wurde zeitweise von Engelhardt übernommen, seine Position als Schlagzeuger wurde durch Peter Franken ausgeführt. Unzufrieden mit seiner Arbeit übernahm Joachim Koschnitzke zeitweise das Management, er wurde durch den Niederländer Cornelius Langerwaard ersetzt.
Die Band löste sich 1968 auf. Hoier wurde Sänger der Rattles, Kuno Dreysse wurde Besitzer des Star Clubs.
Die Rolling Stones widmeten ihnen sechs Seiten ihres Buches unter Henner Hoier and The Rivets im Jahr 1998.